# Pseudopanurgus piercei
Pseudopanurgus piercei là một loài Hymenoptera trong họ Andrenidae. Loài này được Crawford mô tả khoa học năm 1903.